# Svojanov (ort i Tjeckien, Okres Svitavy)
Svojanov är en ort i Tjeckien.   Den ligger i distriktet Okres Svitavy och regionen Pardubice, i den östra delen av landet, 170 km öster om huvudstaden Prag. Svojanov ligger 438 meter över havet och antalet invånare är 359.
Terrängen runt Svojanov är kuperad österut, men västerut är den platt. Runt Svojanov är det ganska glesbefolkat, med 27 invånare per kvadratkilometer. Närmaste större samhälle är Moravská Třebová, 8,6 km väster om Svojanov. I omgivningarna runt Svojanov växer i huvudsak blandskog.